# Valdès de Lió
Valdès de Lió, de vegades anomenat Pere Valdès i originàriament Vaudès (Lió?, ca. 1130 - Vall de Luberon, ca. 1217) fou un mercader lionès, reformador religiós i iniciador d'un moviment que volia difondre l'ideal de la pobresa apostòlica, conegut com a moviment dels valdesos o Pobres de Lió i que va donar origen a l'actual Església Evangèlica Valdesa, avui una de les esglésies reformades protestants de tendència calvinista. És commemorat per les esglésies reformades.

## El nom
El nom que es troba en les fonts més antigues, ja tardanes i posteriors a 1368, és en llatí Valdesius i a les fonts en italià Valdo. A la regió es parlava llavors el francoprovençal, però cap font no ens fa saber quin era el seu nom real, i només se'n pot induir. El 1980 G. Gonnet proposà Vaudès, com també C. Thouzellier, ja que és un nom que s'ajusta als usos i la llengua en aquell moment. Valdès, d'altra banda, seria la forma francesa a partir de l'occitana.
El nom Pere només es troba a partir del segle xiv, 150 anys després de la mort de Vaudès, i probablement es posà a posteriori com a símbol de fundació del moviment, com Pere apòstol havia fet amb l'Església catòlica.

## Biografia
Comerciant a Lió, va tenir una crisi espiritual i es convertí en 1173, segons les fonts quan va sentir contar la llegenda de sant Aleix de Roma. Després de deixar la muller i les filles en un monestir, inicià una vida de captaire i de predicador ambulant, promovent la renúncia als béns materials i la pobresa evangèlica. Se li uní una multitud de seguidors que foren coneguts com a Pobres de Lió. També difongué la traducció dels Evangelis al provençal, obra de Bernat Ydros i d'Esteve d'Anse.
Com Francesc d'Assís i altres reformadors del moment, Vaudès no volia trencar amb l'Església, sinó que aquesta tornés a la seva puresa i pobresa primigènies per fer-se millor.
Fou expulsat de la diòcesi de Lió en 1177 i apel·là al Concili III del Laterà (1179). Ell mateix anà a Roma amb deixebles i foren ben acollits pel papa Alexandre III, però no tant per la Cúria romana. Explicaren a una comissió de tres eclesiàstics la seva visió de la fe, amb punts polèmics com el sacerdoci universal, l'evangeli en llengua vulgar, la pobresa de l'Església, etc. No foren presos seriosament i, quan no saberen contestar a qüestions teològiques, ja que eren laics sense formació en la matèria, es donà per acabada la investigació. El concili reconegué l'estil de vida dels pobres, però no pas llur llibertat de predicació, per la qual cosa se'ls prohibí de predicar i difondre les seves idees.
Vaudès veié que la reforma, des de la mateixa Església, no era possible i que bisbes i papes havien renunciat als principis de pobresa evangèlics que fonamenten, segons creia, la veritat de l'Església de Jesucrist. Per aconseguir-ho, decidí d'actuar pel seu compte i continuà la seva predicació. Va pagar la traducció de més llibres de la Bíblia al provençal cap al 1180, difonent-ne així el missatge sense la mediació dels clergues. En teologia, seguia els dictats de l'Església, llevat que negà la presència real de Jesucrist en l'Eucaristia.
Tot i que el bisbe de Lió Guichard de Pontivy els havia protegit, el seu successor Jean Belles-mains els expulsà en 1181. Vaudès i els seus seguidors es refugiaren a les valls altes del Piemont i, després, a la vall de Luberon, on nasqué l'Església Valdesa. El Concili de Verona de 1184, amb el papa Luci III els excomunicà per continuar predicant.
No es tenen més notícies de Vaudès i es pensa que va morir cap al 1206 o 1207. Una tradició posterior, sense cap fonament, diu que el fundador va viatjar a Bohèmia, la qual cosa explicaria la posterior reforma impulsada al país per Jan Hus. Poc després, la doctrina valdesa fou condemnada definitivament pel Concili IV del Laterà en 1215.